# 白柳秀湖
白柳 秀湖（しらやなぎ しゅうこ、1884年1月7日 - 1950年11月9日）は、日本の小説家、社会評論家、歴史家。

## 人物
静岡県引佐郡気賀町（現・浜松市浜名区細江町）生まれ。本名は武司。15歳で書生として日本郵船重役宅に住み込み、郁文館中学校で島崎藤村を愛読し文学に興味をもち、早稲田大学文学部哲学科に進学。在学中から堺利彦の社会主義思想に影響を受け、1904年加藤時次郎の直行団に加入、消費組合運動の機関誌である月刊「直言」に協力。1905年中里介山らと火鞭会を創立し、機関誌「火鞭」を創刊（1905年9月-1906年5月。9号）、プロレタリア文学運動の先駆をなす。1907年大学卒業後、隆文館編集記者となり、麻布三連隊に志願入隊し、山手線に勤務する青年を主人公とした小説「駅夫日記」を『新小説』1907年12月に発表、初期社会主義文学を代表する作品として知られる。1910年の大逆事件後、杉山茂丸が出資する週刊誌『サンデー』で同僚だった山口孤剣とともに出獄した堺に最初の売文の仕事を与えており、これをきっかけに堺がつくった売文社の機関紙「へちまの花」の創刊に関わったが、大逆事件のあと社会主義思想と縁を切り、文学も離れ、社会評論家、歴史家として活動した。『実生活』誌を発行。戦時中は日本文学報国会理事を務めた。
1948年3月30日、著書『太平洋争覇時代』（慶応書房、1941年）を理由として公職追放の仮処分を受ける。
1950年11月9日、糖尿病のため品川区大井滝王子町の自宅にて死去。墓は多磨霊園(25-1-29-1)にあり、故郷の細江町に白柳秀湖文学碑が建つ。

## 著書
- 離愁 隆文館 1907.10
- 鉄火石火 隆文館 1908.7
- 黄昏 白柳秀湖(武司) 如山堂 1909.5
- 町人の天下 隆文館 1910.12
- 親分子分 英雄、侠客篇 白柳秀湖(武司) 東亜堂書房 1912
- 大日本閨門史 東亜堂書房 1913
- 親分子分 浪人篇 東亜堂書房 1914
- 強者弱者 東亜堂 1914
- 藤十郎と富蔵 金剛社 1921 (社会講談)
- 社会講談選集 大鐙閣 1925
- 声なきに聞く 人文会出版部 1926 (日本エツセイ叢書)
- とこなつの国 叢文閣 1926
- 古代日本の奴隷制度 南宋書院 1927 (無産者大学パンフレツト)
- 西園寺公望伝 日本評論社 1929
- 財界太平記 正続 日本評論社 1929-1930
- 日本経済革命史 千倉書房 1929 「日本経済沿革史」と改題、戦後元に戻す
- 社会展開の動力 千倉書房 1930
- 食慾と愛慾 千倉書房 1931
- 住友物語 千倉書房 1931
- 日本富豪発生学 下士階級革命の巻、閥族財権争奪の巻 千倉書房 1931
- 現代財閥罪悪史 千倉書房 1932
- 日本外交の血路 千倉書房 1932
- 岩崎弥太郎伝 改造社 1932 (偉人伝全集)
- 親分子分 政党編 千倉書房 1932
- 左傾児とその父 千倉書房 1933
- 世界経済闘争史 千倉書房 1933
- 維新革命前夜物語 千倉書房 1934
- 山水と歴史 千倉書房 1934
- 自然・人間及び労作 三笠書房 1934
- 日本女性史話 千倉書房 1934
- 日本民族論 千倉書房 1934
- 民族日本歴史 建国篇、王朝篇、封建篇、戦国篇、近世篇 千倉書房 1935
- 歴史と人間 千倉書房 1936
- 日本民族と天然 千倉書房 1938
- 明治大正国民史 第1-5 千倉書房 1936-38
- 世界諸民族経済戦夜話 1938 (岩波新書)
- 中上川彦次郎先生伝 中朝会 1939
- 日支交渉史話 実業之日本社 1939
- 東洋民族論 千倉書房 1940 のち「東亜民族論」
- 太平洋争覇時代 慶応書房 1941
- 坂本竜馬 博文館文庫 1941、復刊：作品社、2009.9
- 国難日本歴史 東洋書館 1941
- 近衛家及び近衛公 国民新聞社 1941
- 日本民族の再認識 天孫民種の南方渡来説を駁す 皇民同志会 1942
- 大久保利通 潮文閣 1943
- 日本民族文化史考 文理書院 1947
- 世界文化史上の日本民族 千倉書房 1948